# Guy Rewenig
Guy Rewenig (Ciutat de Luxemburg, 31 d'agost de 1947), també conegut pel pseudònim Tania Naskandy, és un escriptor luxemburguès. El 1985 va escriure la primera novel·la en luxemburguès, tot i que al segle xix ja havien aparegut poemes i obres de teatre en aquest idioma. Juntament amb Roger Manderscheid, és considerat la tendència actual en les novel·les escrites en luxemburguès.

## Biografia
Nascut el 31 d'agost de 1947 a Ciutat de Luxemburg, Rewenig va estudiar secundària a l'Ateneu de Luxemburg abans de preparar-se per ser professor a l'Institut pédagogique. Primer va ensenyar a l'escola primària de Bettembourg, i a partir del 1971 a Esch-sur-Alzette. El 1984 va deixar l'ensenyament per convertir-se en escriptor a temps complet, marxant a viure a Nospelt.
El 1963 Rewenig va publicar les seves primeres crítiques de cinema al Luxemburger Wort. La seva primera obra "Interview" va aparèixer el 1970, així com Als der Feigenbaum verdorrte, una col·lecció d'assajos. A partir de 1973 també va començar a escriure per nenes,la seva reeixida col·lecció d'històries Muschkilusch. Geschichte fir Kanner es va publicar el 1990. El 1985 Guy Rewenig va publicar Hannert dem Atlantik, la primera noval·la escrita mai en luxemburguès, pavimentant el camí per altres obres de ficció escrites per autors en el llenguatge local. Rewenig escriu en alemany, luxemburguès i francès. La seva novel·la Roman Mass mat dräi Hären va ser traduïda al francès per Jean Portante com La cathédrale en flammes. També ha escrit moltes obres satíriques criticant les deficiències socials i polítiques de la vida a Luxemburg, i ha publicat nombrosos articles en premsa escrita de Luxemburg.
El 1974 va ser un dels membres fundadors de l'Association de soutien aux travailleurs immigrés, i el 2000, juntament amb Roger Manderschied, va fundar l'editorial Ultimomondo, on es publiquen ara les seves obres. El 2010 va publicar la novel·la Sibiresch Eisebunn amb el pseudònim Tania Naskandy, que li va permetre reeditar el Premi Servais.

## Premis
Rewenig ha rebut molts premis a Luxemburg, incloent el primer premi al Concours littéraire national del 1984 i el 1991; el Premi Batty Weber del 2005; el Premi Servais del 2006 i el 2010; etc.